# Charles Norrie
Sir Charles Willoughby Moke Norrie, primer baró Norrie, (26 de setembre de 1893 - 25 de maig de 1977), va ser un general i estadista britànic de la Segona Guerra Mundial. Després de la guerra, va ser una figura política d'Austràlia i Nova Zelanda. Va exercir com a governador d'Austràlia Meridional de 1944 a 1952. Del 1952 al 1957, el baró Charles Norrie va exercir com a Governador general de Nova Zelanda el 1957 va ser va ser elevat a la noblesa, adoptant el títol de "Baró Norrie de Wellington, Nova Zelanda, i Upton, Co. Gloucester".
Durant la guerra, va ser comandant de la 1a Brigada Blindada, després inspector del Royal Armored Corps, oficial al comandament de la 1a divisió blindada i finalment comandant del XXX Cos. Va comandar aquest cos durant l'Operació Crusader amb cert èxit. Més tard, va ser criticat per apropar massa els atacs blindats a les càrregues de cavalleria. Així, va ser retornat a Gran Bretanya després de la Segona Batalla d'El Alamain. Allà va ser nomenat comandant del Royal Armored Corps.